# Calamaria lateralis
Calamaria lateralis е вид змия от семейство Смокообразни (Colubridae).

## Разпространение
Видът е разпространен в Индонезия и Малайзия (Сабах).